# Simeon Bellison
Simeon Bellison (* 23. Augustjul. / 4. September 1881greg. in Moskau, Russisches Kaiserreich; † 4. Mai 1953 in New York City) war ein US-amerikanischer Klarinettist und Musikpädagoge russischer Herkunft.

## Leben
Bellison war das älteste von sieben Kindern einer russischen jüdischen Familie. Er hatte den ersten Klarinettenunterricht bei seinem Vater und spielte zehnjährig in einer Kapelle der freiwilligen Feuerwehr, die sein Vater dirigierte, und in verschiedenen Militärkapellen. 1892 hörte ihn Wassili Safonow, der Direktor des Moskauer Konservatoriums und vermittelte ihm dort Unterricht bei Joseph Friedrich. Nach seinem Abschluss mit Auszeichnung sieben Jahre später unterrichtete er Klarinette an verschiedenen Schulen Moskaus und spielte im Sinfonie- und im Opernorchester der Stadt.
1908 unternahm er mit einem Kammermusikensemble eine Konzerttournee durch Nordeuropa. 1915 wurde er Erster Klarinettist am Kaiserlichen Operntheater in Sankt Petersburg. 1918 gründete er das Ensemble Zimro, mit dem er eine Tournee antrat, die ihn durch den Ural, Altai und Sibirien nach China, Japan, Indien, Kanada und in die USA führte.
1920 ließ sich Bellison in New York nieder und wurde Erster Klarinettist des New York Philharmonic, dem er bis 1948 angehörte. Daneben trat er mit Kammermusikensembles an den bedeutendsten Bühnen Amerikas, Europas und Asiens auf. 1927 erhielt er die amerikanische Staatsbürgerschaft und gründete unter der Patronage der New York Philharmonic Society das Bellison Clarinet Ensemble mit fünfundsiebzig Mitgliedern, das bis 1938 Konzerte gab, und für das er zahlreiche Werke arrangierte. Daneben veröffentlichte er mehr als 100 Arrangements von Kompositionen für Klarinette und Klavier und andere kammermusikalische Besetzungen.
In New York unterrichtete Bellison in einem eigenen Klarinettenstudio Studenten aus den USA und Europa, darunter Kalman Bloch, den späteren Ersten Klarinettisten des Los Angeles Philharmonic. Über das Leben armer und unbekannter Musik im alten Russland schrieb er den Roman Jivoglot (Eat 'em Alive). 